# Щит (учения, 1983)
«Щит-83» — общевойсковые учения СССР и стран Варшавского договора, проходившие летом 1983 года.
На учениях «Товарищи по оружию-80», «Союз-83» и «Щит-83» отрабатывалось проведение наступательных операций с самого начала конфликта, по принципу «Наступление — лучший вид обороны». Все сценарии основывались на том, что НАТО совершает агрессию. Командующий учениями — Геннадий Николаевич Колесов генерал-майор авиации, заслуженный военный лётчик СССР.

## Ход учений
Учения проходили на территории Белорусской ССР, в Поречье. Десантировалась полки 106-й воздушно-десантной дивизии и 76-й воздушно-десантной дивизии (командир дивизии гвардии полковник Георгий Шпак) в составе 234-го, 104-го парашютно-десантных полков, 1140-го артиллерийского полка, 165-го зенитного дивизиона, саперного батальона, сводной разведроты 237-го полка (командир роты гвардии капитан Алексей Лебедь).
На данных учениях сводная разведрота 237-го полка второй раз в истории ВДВ десантировалась и захватила военный аэродром (Барановичи) тяжелых бомбардировщиков Ту-22 — первый раз был в период Великой Отечественной войны. Кроме бомбардировщиков на тот момент на аэродроме базировадись топливозаправщики и истребители. Десантирование подразделений 104-го парашютно-десантного полка происходило в районе кургана «Белорусский».
Подготовка перед учениями была соответствующая: Только на аэродром «Кресты» было выполнено около пяти тренировочных прыжков с отработкой всех последующих действий по захвату. Каждый боец чётко знал свою задачу.
Действия также происходили в Литовской ССР, где разведчики 4-й отдельной бригады специального назначения имитировали переход границы вражескими диверсантами. А подразделения Вооружённых Сил в свою очередь занимались их поиском и нейтрализацией.
В учениях также был задействован большой десантный корабль «Орск». Подразделения войск связи действовали в районе города Легницы в Польской народной республике.

## Секретность
В рамках мер по соблюдению режима секретности действительные названия воинских частей изменялись на условные. Так, на оперативных картах, 76-я гвардейская воздушно-десантная дивизия обозначается как 86-я вдд, а 104-й её полк соответственно как 114-й и так далее.

## Обстановка в мире
Во время учений «Щит-83» произошёл крупный международный скандал. США выдворили из страны двух кубинских представителей в Организации Объединённых Наций за якобы имевшее место «ненадлежащее поведение». Всё это происходило как раз вскоре после празднования на Кубе 22-го юбилея провала американской агрессии на Плайя-Хирон. «Доклад о положении в мире», выпуск 13 за 1983 г. (World affairs report) — издание Калифорнийского института международных исследований называет это провокацией с кубинской стороны и увязывает с учениями «Щит-83».
Соединённые Штаты в свою очередь проводили учения «Глобальный Щит-83» (US 'Global Shield-83' Exercise), которые завершились 21 июня 1983 г.